# Pastina

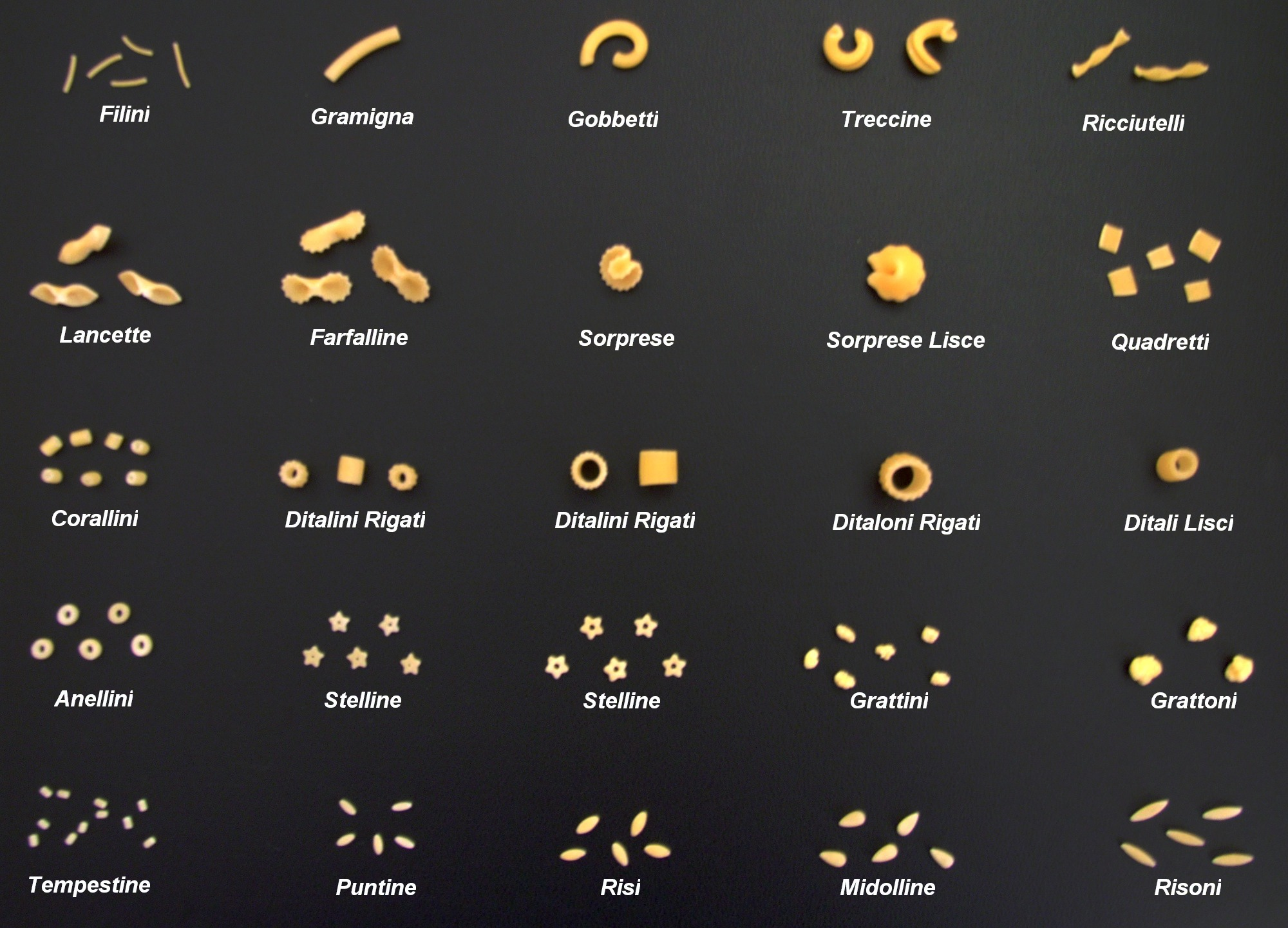
Verschillende soorten pastina

Pastina is een pastasoort die bestaat uit kleine stukjes, meestal rond van vorm met een diameter van ongeveer twee millimeter. Het is de kleinste soort pasta die wordt geproduceerd. Het is gemaakt van tarwemeel en kan ook eieren bevatten. Pastina is een algemene term die verwijst naar vele kleine vormen pasta.